# Jô
João Alves de Assis Silva, meglio noto come Jô (San Paolo, 20 marzo 1987), è un calciatore brasiliano, attaccante svincolato.

## Caratteristiche tecniche
Jô è un centravanti veloce e tecnico, che ama cominciare l'azione partendo da posizione arretrata. Il suo piede di calcio è il sinistro e nonostante l'altezza (189 centimetri) non predilige il gioco aereo, quanto piuttosto un gioco di movimento fronte alla porta, per poter provare talvolta anche il tiro da fuori area.

## Carriera

### Club
Cresciuto nelle giovanili del Corinthians, Jô esordisce in prima squadra nel 2003, all'età di sedici anni. Nelle tre stagioni successive passate nel club di San Paolo, il centravanti gioca un totale di 82 partite di Campeonato Brasileiro, segnando 13 gol e conquistando con la squadra la vittoria del campionato nazionale nel 2005.
Nel gennaio del 2006 è ceduto al CSKA Mosca per circa cinque milioni di euro. Alla sua prima stagione con la maglia della squadra moscovita Jô realizza complessivamente 22 reti in 29 partite, aiutando la propria squadra alla conquista di tutti e tre i tornei nazionali, vale a dire Prem'er-Liga, Coppa di Russia e Supercoppa di Russia. Il suo esordio in Champions League avviene nel 2007-2008 nel girone G composto da Inter, Fenerbahçe e PSV. Si è distinto per aver segnato due gol all'Inter in entrambi i match di andata e ritorno.
Nell'estate 2008 si trasferisce al Manchester City per 24 milioni di euro. Il 2 febbraio 2009 passa in prestito all'Everton. Il suo esordio con la maglia dell'Everton avviene il 7 febbraio 2009 contro il Bolton Wanderers, quando segna due gol nella vittoria per 3-0.
Il 21 gennaio 2010 si trasferisce in prestito al Galatasaray, dove mette a segno 3 gol in 13 presenze. In estate torna ai Citizens.
Il 20 luglio 2011 torna in patria poiché viene ceduto a titolo definitivo all'Internacional per 5 milioni più altri 3 in caso segnerà più di 15 reti. Conclude il campionato con 16 presenze e 2 gol messi a segno in campionato. Si trasferisce poi all'Atletico Mineiro dove dal 2012 al 2015 in 3 stagioni e mezzo ottiene 69 presenze e 17 gol nel campionato brasiliano.
Nell'estate 2015 si trasferisce all'Al Shabab negli Emirati Arabi Uniti, dove dopo aver ottenuto appena 13 presenze e 8 gol viene subito venduto per 2 milioni di euro allo Jiangsu Suning squadra partecipante al massimo campionato cinese.
Il 2 novembre 2016 si svincola dal Jiangsu per ritornare al Corinthians, con un contratto fino al 2019.
Dopo aver vinto il Campionato Paulista, il Brasileirão e la Bola de Ouro, il 3 gennaio 2018 viene acquistato per 11 milioni di euro dal Nagoya Grampus, diventando così il giocatore più pagato della storia della J1 League.

### Nazionale

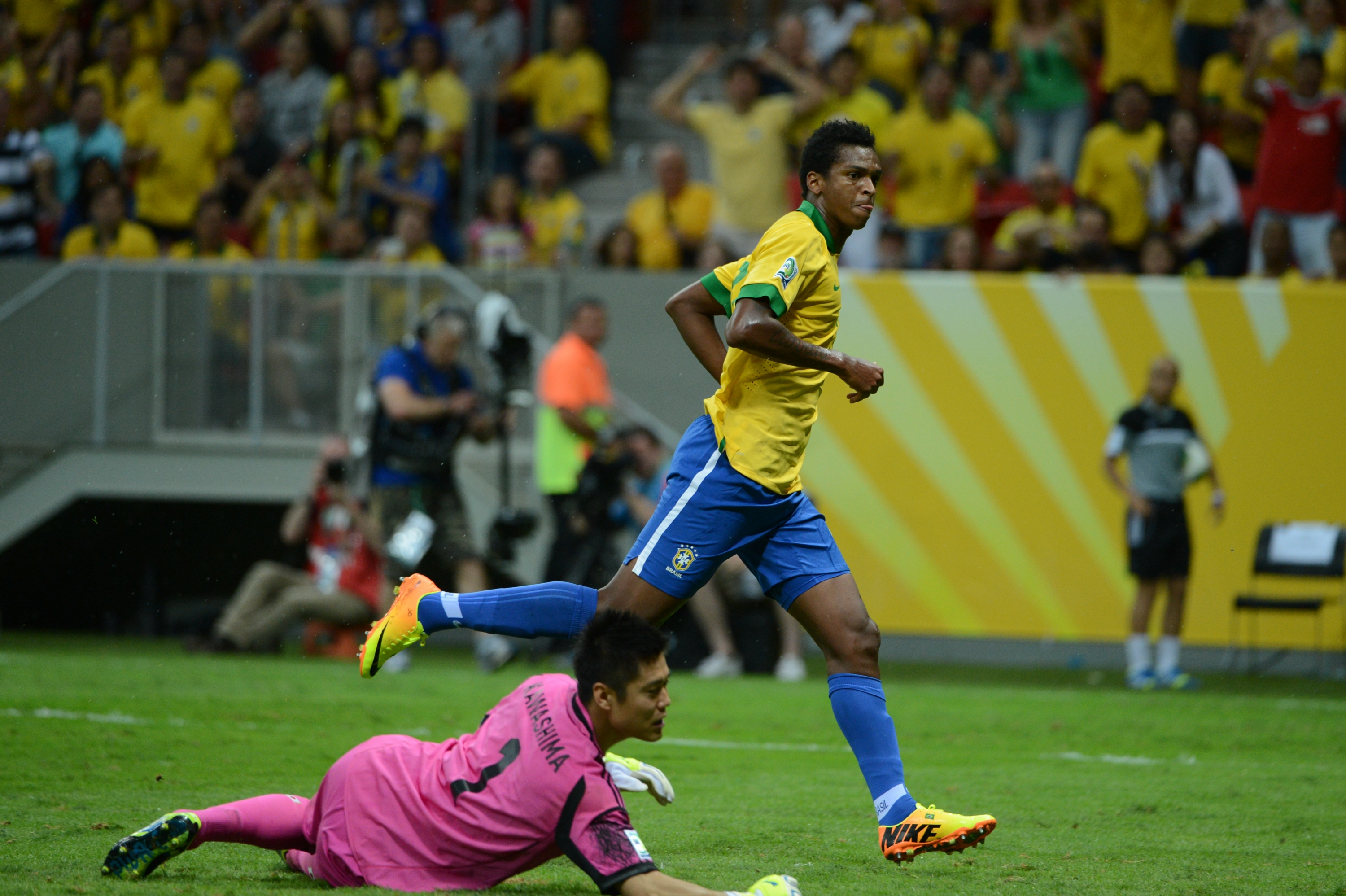
Jô esulta dopo il gol al Giappone, nella Confederations Cup 2013

La prima convocazione di Jô con la nazionale maggiore avviene a maggio del 2007, in previsione delle amichevoli del 1º giugno e del 5 giugno, rispettivamente contro Inghilterra e Turchia. L'esordio di Jô con la maglia verdeoro avviene a Dortmund nella seconda di queste due partite, terminata 0-0, quando subentra a Afonso Alves al 75'.
Tra giugno e luglio del 2007 partecipa al Mondiale Under 20 in Canada, dove gioca da titolare in attacco a fianco di Alexandre Pato; la sua Nazionale non va oltre gli ottavi di finale del torneo, dove viene eliminata dalla Spagna.
Sigla il suo primo gol con la maglia verde-oro il 15 giugno 2013 contro il Giappone, partita valida per la Confederations Cup 2013 in Brasile. Segna inoltre nella partita successiva contro il Messico, vinta dalla nazionale verde-oro in finale contro la Spagna per 3-0.
Viene convocato anche per disputare un anno dopo i Mondiali casalinghi in Brasile; in questa manifestazione disputa tre gare senza mai riuscire ad andare a segno.

## Statistiche

### Presenze e reti nei club
Statistiche aggiornate al 9 novembre 2022.
| Stagione                | Squadra                 | Campionato              | Campionato | Campionato | Coppe nazionali | Coppe nazionali | Coppe nazionali | Coppe continentali | Coppe continentali | Coppe continentali | Altre coppe | Altre coppe | Altre coppe | Totale | Totale |
| Stagione                | Squadra                 | Comp                    | Pres       | Reti       | Comp            | Pres            | Reti            | Comp               | Pres               | Reti               | Comp        | Pres        | Reti        | Pres   | Reti   |
| ----------------------- | ----------------------- | ----------------------- | ---------- | ---------- | --------------- | --------------- | --------------- | ------------------ | ------------------ | ------------------ | ----------- | ----------- | ----------- | ------ | ------ |
| 2003                    | Corinthians             | A1/SP+A                 | 0+14       | 0+1        | -               | -               | -               | -                  | -                  | -                  | -           | -           | -           | 14     | 1      |
| 2004                    | Corinthians             | A1/SP+A                 | 5+42       | 0+8        | CB              | 5               | 2               | -                  | -                  | -                  | -           | -           | -           | 52     | 10     |
| 2005                    | Corinthians             | A1/SP+A                 | 14+25      | 2+4        | CB              | 4               | 1               | CS                 | 2                  | 0                  | -           | -           | -           | 45     | 7      |
| 2006                    | CSKA Mosca              | PL                      | 18         | 14         | KR+KR           | 6+1             | 5+2             | UCL                | 3                  | 0                  | SR          | 1           | 1           | 29     | 22     |
| 2007                    | CSKA Mosca              | PL                      | 27         | 13         | KR+KR           | 2+2             | 0+1             | CU+UCL             | 2+4                | 0+2                | SR          | 1           | 2           | 38     | 18     |
| 2008                    | CSKA Mosca              | PL                      | 8          | 3          | KR              | 2               | 1               | CU                 | 0                  | 0                  | -           | -           | -           | 10     | 4      |
| Totale CSKA Mosca       | Totale CSKA Mosca       | Totale CSKA Mosca       | 53         | 30         |                 | 13              | 9               |                    | 9                  | 2                  |             | 2           | 3           | 77     | 44     |
| 2008-feb. 2009          | Manchester City         | PL                      | 9          | 1          | FACup+CdL       | 1+1             | 0               | CU                 | 7                  | 2                  | -           | -           | -           | 18     | 3      |
| feb.-giu. 2009          | Everton                 | PL                      | 12         | 5          | FACup+CdL       | 0               | 0               | CU                 | 0                  | 0                  | -           | -           | -           | 12     | 5      |
| 2009-gen. 2010          | Everton                 | PL                      | 15         | 0          | FACup+CdL       | 0+2             | 0+1             | UEL                | 7                  | 1                  | -           | -           | -           | 24     | 2      |
| Totale Everton          | Totale Everton          | Totale Everton          | 27         | 5          |                 | 2               | 1               |                    | 7                  | 1                  |             | -           | -           | 36     | 7      |
| gen.-giu. 2010          | Galatasaray             | SL                      | 13         | 3          | TK              | 2               | 0               | UEL                | -                  | -                  | -           | -           | -           | 15     | 3      |
| 2010-2011               | Manchester City         | PL                      | 12         | 0          | FACup+CdL       | 5+1             | 0+1             | UEL                | 6                  | 2                  | -           | -           | -           | 24     | 3      |
| Totale Manchester City  | Totale Manchester City  | Totale Manchester City  | 21         | 1          |                 | 8               | 1               |                    | 13                 | 4                  |             | -           | -           | 42     | 6      |
| 2011                    | Internacional           | PD/RS+A                 | 0+16       | 2          | -               | -               | -               | -                  | -                  | -                  | RS          | 2           | 0           | 18     | 2      |
| gen.-mag. 2012          | Internacional           | PD/RS+A                 | 13+0       | 3+0        | -               | -               | -               | CL                 | 5                  | 1                  | -           | -           | -           | 18     | 4      |
| Totale Internacional    | Totale Internacional    | Totale Internacional    | 13+16      | 3+2        |                 | -               | -               |                    | 5                  | 1                  |             | 2           | 0           | 36     | 6      |
| giu.-dic. 2012          | Atlético Mineiro        | M1/MG+A                 | 0+29       | 0+10       | -               | -               | -               | -                  | -                  | -                  | -           | -           | -           | 29     | 10     |
| 2013                    | Atlético Mineiro        | M1/MG+A                 | 13+21      | 6+6        | CB              | 2               | 0               | CL                 | 14                 | 7                  | Cmc         | 2           | 0           | 52     | 19     |
| 2014                    | Atlético Mineiro        | M1/MG+A                 | 9+16       | 4+0        | CB              | 2               | 0               | CL                 | 8                  | 4                  | RS          | 2           | 0           | 37     | 8      |
| 2015                    | Atlético Mineiro        | M1/MG+A                 | 3+3        | 1+1        | CB              | 0               | 0               | CL                 | 3                  | 0                  | -           | -           | -           | 9      | 2      |
| Totale Atlético Mineiro | Totale Atlético Mineiro | Totale Atlético Mineiro | 25+69      | 11+17      |                 | 4               | 0               |                    | 25                 | 11                 |             | 4           | 0           | 127    | 39     |
| 2015-2016               | Al Shabab               | PL                      | 13         | 8          | CPA+CDL         | 0+6             | 0+8             |                    | -                  | -                  | -           | -           | -           | 19     | 16     |
| 2016                    | Jiangsu Suning          | CSL                     | 17         | 6          | CdC             | 3               | 1               | ACL                | 6                  | 4                  | SdC         | 1           | 0           | 27     | 11     |
| 2017                    | Corinthians             | A1/SP+A                 | 17+34      | 6+18       | CB              | 5               | 1               | CS                 | 5                  | 0                  | -           | -           | -           | 61     | 25     |
| 2018                    | Nagoya Grampus          | J1                      | 33         | 24         | CI+CdL          | 1+3             | 0+1             | -                  | -                  | -                  | -           | -           | -           | 37     | 25     |
| 2019                    | Nagoya Grampus          | J1                      | 32         | 6          | CI+CdL          | 0+5             | 0+2             | -                  | -                  | -                  | -           | -           | -           | 37     | 8      |
| Totale Nagoya Grampus   | Totale Nagoya Grampus   | Totale Nagoya Grampus   | 65         | 30         |                 | 9               | 3               |                    | -                  | -                  |             | -           | -           | 74     | 33     |
| 2020                    | Corinthians             | A1/SP+A                 | 4+30       | 2+6        | CB              | 0               | 0               | -                  | -                  | -                  | -           | -           | -           | 34     | 8      |
| 2021                    | Corinthians             | A1/SP+A                 | 10+32      | 2+7        | CB              | 4               | 0               | CS                 | 6                  | 1                  | -           | -           | -           | 52     | 10     |
| gen. -giu.2022          | Corinthians             | A1/SP+A                 | 8+4        | 2+1        | CB              | 1               | 1               | CL                 | 6                  | 0                  | -           | -           | -           | 19     | 4      |
| Totale Corinthians      | Totale Corinthians      | Totale Corinthians      | 58+181     | 14+45      |                 | 19              | 5               |                    | 19                 | 1                  |             | -           | -           | 277    | 65     |
| giu. -dic.2022          | Ceará                   | C1/CC+A                 | 0+11       | 0+2        | CB              | -               | -               | -                  | -                  | -                  |             | -           | -           | 11     | 2      |
| 2022-2023               | Al-Jabalain             | PD                      | ?          | ?          | -               | -               | -               | -                  | -                  | -                  | -           | -           | -           | ?      | ?      |
| Totale carriera         | Totale carriera         | Totale carriera         | 582        | 177        |                 | 66              | 28              |                    | 84                 | 24                 |             | 9           | 3           | 741    | 232    |

### Cronologia presenze e reti in nazionale
| Cronologia completa delle presenze e delle reti in nazionale ― Brasile | Cronologia completa delle presenze e delle reti in nazionale ― Brasile | Cronologia completa delle presenze e delle reti in nazionale ― Brasile | Cronologia completa delle presenze e delle reti in nazionale ― Brasile | Cronologia completa delle presenze e delle reti in nazionale ― Brasile | Cronologia completa delle presenze e delle reti in nazionale ― Brasile | Cronologia completa delle presenze e delle reti in nazionale ― Brasile | Cronologia completa delle presenze e delle reti in nazionale ― Brasile |
| Data                                                                   | Città                                                                  | In casa                                                                | Risultato                                                              | Ospiti                                                                 | Competizione                                                           | Reti                                                                   | Note                                                                   |
| ---------------------------------------------------------------------- | ---------------------------------------------------------------------- | ---------------------------------------------------------------------- | ---------------------------------------------------------------------- | ---------------------------------------------------------------------- | ---------------------------------------------------------------------- | ---------------------------------------------------------------------- | ---------------------------------------------------------------------- |
| 5-6-2007                                                               | Dortmund                                                               | Brasile                                                                | 0 – 0                                                                  | Turchia                                                                | Amichevole                                                             | -                                                                      | 75’                                                                    |
| 7-9-2008                                                               | Santiago del Cile                                                      | Cile                                                                   | 0 – 3                                                                  | Brasile                                                                | Qual. Mondiali 2010                                                    | -                                                                      | 86’                                                                    |
| 15-10-2008                                                             | Rio de Janeiro                                                         | Brasile                                                                | 0 – 0                                                                  | Colombia                                                               | Qual. Mondiali 2010                                                    | -                                                                      |                                                                        |
| 9-6-2013                                                               | Porto Alegre                                                           | Brasile                                                                | 3 – 0                                                                  | Francia                                                                | Amichevole                                                             | -                                                                      | 76’                                                                    |
| 15-6-2013                                                              | Brasilia                                                               | Brasile                                                                | 3 – 0                                                                  | Giappone                                                               | Conf. Cup 2013 - 1º turno                                              | 1                                                                      | 81’                                                                    |
| 19-6-2013                                                              | Fortaleza                                                              | Brasile                                                                | 2 – 0                                                                  | Messico                                                                | Conf. Cup 2013 - 1º turno                                              | 1                                                                      | 82’                                                                    |
| 30-6-2013                                                              | Rio De Janeiro                                                         | Brasile                                                                | 3 – 0                                                                  | Spagna                                                                 | Conf. Cup 2013 - Finale                                                | -                                                                      | 80’                                                                    |
| 14-8-2013                                                              | Basilea                                                                | Svizzera                                                               | 1 – 0                                                                  | Brasile                                                                | Amichevole                                                             | -                                                                      | 56’                                                                    |
| 7-9-2013                                                               | Brasilia                                                               | Brasile                                                                | 6 – 0                                                                  | Australia                                                              | Amichevole                                                             | 2                                                                      | 67’                                                                    |
| 10-9-2013                                                              | Foxborough                                                             | Brasile                                                                | 3 – 1                                                                  | Portogallo                                                             | Amichevole                                                             | 1                                                                      | 76’                                                                    |
| 12-10-2013                                                             | Seul                                                                   | Corea del Sud                                                          | 0 – 2                                                                  | Brasile                                                                | Amichevole                                                             | -                                                                      |                                                                        |
| 15-10-2013                                                             | Pechino                                                                | Brasile                                                                | 2 – 0                                                                  | Zambia                                                                 | Amichevole                                                             | -                                                                      | 46’                                                                    |
| 16-11-2013                                                             | Miami Gardens                                                          | Honduras                                                               | 0 – 5                                                                  | Brasile                                                                | Amichevole                                                             | -                                                                      | 46’                                                                    |
| 19-11-2013                                                             | Toronto                                                                | Brasile                                                                | 2 – 1                                                                  | Cile                                                                   | Amichevole                                                             | -                                                                      | 51’                                                                    |
| 5-3-2014                                                               | Johannesburg                                                           | Sudafrica                                                              | 0 – 5                                                                  | Brasile                                                                | Amichevole                                                             | -                                                                      | 62’                                                                    |
| 3-6-2014                                                               | Goiânia                                                                | Brasile                                                                | 4 – 0                                                                  | Panama                                                                 | Amichevole                                                             | -                                                                      | 61’                                                                    |
| 6-6-2014                                                               | San Paolo                                                              | Brasile                                                                | 1 – 0                                                                  | Serbia                                                                 | Amichevole                                                             | -                                                                      | 75’                                                                    |
| 17-6-2014                                                              | Fortaleza                                                              | Brasile                                                                | 0 – 0                                                                  | Messico                                                                | Mondiali 2014 - 1º turno                                               | -                                                                      | 68’                                                                    |
| 28-6-2014                                                              | Belo Horizonte                                                         | Brasile                                                                | 1 – 1 dts (3 – 2 dtr)                                                  | Cile                                                                   | Mondiali 2014 - Ottavi di finale                                       | -                                                                      | 64’ 93’                                                                |
| 12-7-2014                                                              | Brasilia                                                               | Brasile                                                                | 0 – 3                                                                  | Paesi Bassi                                                            | Mondiali 2014 - 3º posto                                               | -                                                                      |                                                                        |
| Totale                                                                 |                                                                        | Presenze                                                               | 20                                                                     |                                                                        | Reti                                                                   | 5                                                                      |                                                                        |

## Palmarès

### Club

#### Competizioni statali
- Campionato paulista: 2

Corinthians: 2003, 2017
- Campionato Gaúcho: 1

Internacional: 2012

#### Competizioni nazionali
- Campionato brasiliano: 2

Corinthians: 2005, 2017
- Coppa di Russia: 1

CSKA Mosca: 2005-2006
- Campionato russo: 1

CSKA Mosca: 2006
- Supercoppa di Russia: 2

CSKA Mosca: 2006, 2007
- Coppa d'Inghilterra: 1

Manchester City: 2010-2011
- Coppa del Brasile: 1

Atlético Mineiro: 2014

#### Competizioni internazionali
- Recopa Sudamericana: 2

Internacional: 2011
Atlético Mineiro: 2014
- Coppa Libertadores: 1

Atlético Mineiro: 2013

### Nazionale
- Bronzo olimpico: 1

Pechino 2008
- Confederations Cup: 1

Brasile 2013

### Individuale
- Capocannoniere della Coppa Libertadores: 1

2013 (7 gol)
- Capocannoniere dell'UAE Arabian Gulf Cup: 1

2015-2016 (7 gol)
- Capocannoniere della J1 League: 1

2018 (24 gol)